# Fritz Bucherer
Fritz Bucherer – niemiecki strzelec, medalista mistrzostw świata.
Podczas swojej kariery Fritz Bucherer zdobył dwa medale na mistrzostwach świata. Został drużynowym brązowym medalistą w pistolecie szybkostrzelnym z 25 m na turniejach w latach 1937 (skład zespołu: Fritz Bucherer, Hans Funck, Walter Hartwig, Paul Jasper, Cornelius van Oyen) i 1939 (skład drużyny: Fritz Bucherer, Ludwig Leupold, Lothar Walter, Cornelius van Oyen, Martin Zindel).
Był związany z Zella-Mehlis, w 1941 roku zajął czwarte miejsce w pistolecie szybkostrzelnym podczas mistrzostw Niemiec.

## Medale mistrzostw świata
Opracowano na podstawie materiałów źródłowych:
| Mistrzostwa   | Konkurencja                              | Wynik            | Miejsce |
| ------------- | ---------------------------------------- | ---------------- | ------- |
| Helsinki 1937 | Pistolet szybkostrzelny, 25 m, drużynowo | 97 pkt. (druż.)  |         |
| Lucerna 1939  | Pistolet szybkostrzelny, 25 m, drużynowo | 267 pkt. (druż.) |         |